# Gaoliangdian
Gaoliangdian (kinesiska: 高梁店, 高梁店乡) är en socken i Kina. Den ligger i provinsen Henan, i den centrala delen av landet, omkring 270 kilometer söder om provinshuvudstaden Zhengzhou.
Genomsnittlig årsnederbörd är 1 403 millimeter. Den regnigaste månaden är augusti, med i genomsnitt 195 mm nederbörd, och den torraste är oktober, med 59 mm nederbörd.